# Ossip Zadkine
Ossip Zadkine (Vítebsk, 4 de julio de 1890-París, 25 de noviembre de 1967) fue un artista ruso, principalmente conocido como escultor, aunque también se dedicó a la pintura.

## Biografía
Nacido en una familia judía con el nombre de Yosel Arónovich Tsadkin (Иосель Аронович Цадкин), en 1904 ―a los quince años― se trasladó a Sunderland (Reino Unido) para estudiar inglés, aunque en lugar ello empezó a asistir a clases de arte. Un año más tarde se mudó a Londres donde estudió escultura en el Regent Street Polytechnic y en la Escuela Central. En 1909, se instaló en París, asistiendo durante algunos meses a la Escuela de Bellas Artes. Conoció luego a varios artistas contemporáneos de la talla de Apollinaire, Brancusi, Oleksandr Arjípenko, Jacques Lipchitz o Picasso.
Esculpía sobre madera o piedra, realizando figuras simples con influencias del románicas y más tarde cubistas. Expuso por vez primera en 1919, en la Galería Le Centaure (Bruselas). A partir de 1925, empezó a fundir en bronce, desarrollando composiciones más complicadas, muchas veces basadas en figuras combinadas con planos convexos y cóncavos.

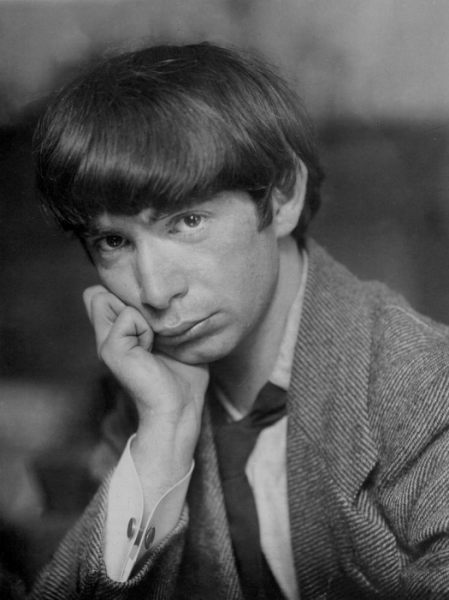
Ossip Zadkine en 1914.

En los años treinta, dio clases en la Academia de la Grande Chaumiére, donde tuvo como discípula ―entre otros estudiantes― a la escultora argentina Noemí Gerstein (1908-1996).
Iniciada la Segunda Guerra Mundial, emigró a Nueva York en junio de 1941 para escapar del peligro nazi, regresando nuevamente a París en 1945, en donde se establecería ya definitivamente. En 1950, ganó el primer premio de escultura en la Biennale de Venecia. Posiblemente su obra más notoria es la figura en conmemoración del bombardeo de Róterdam. Zadkine influyó considerablemente en los escultores posteriores a la Segunda Guerra Mundial.
Falleció en 1967, a la edad de 77 años, tras no superar una operación abdominal. Fue enterrado en el Cementerio de Montparnasse, y el edificio que alojaba su estudio es ahora un museo sobre el artista.

## Galería de obras

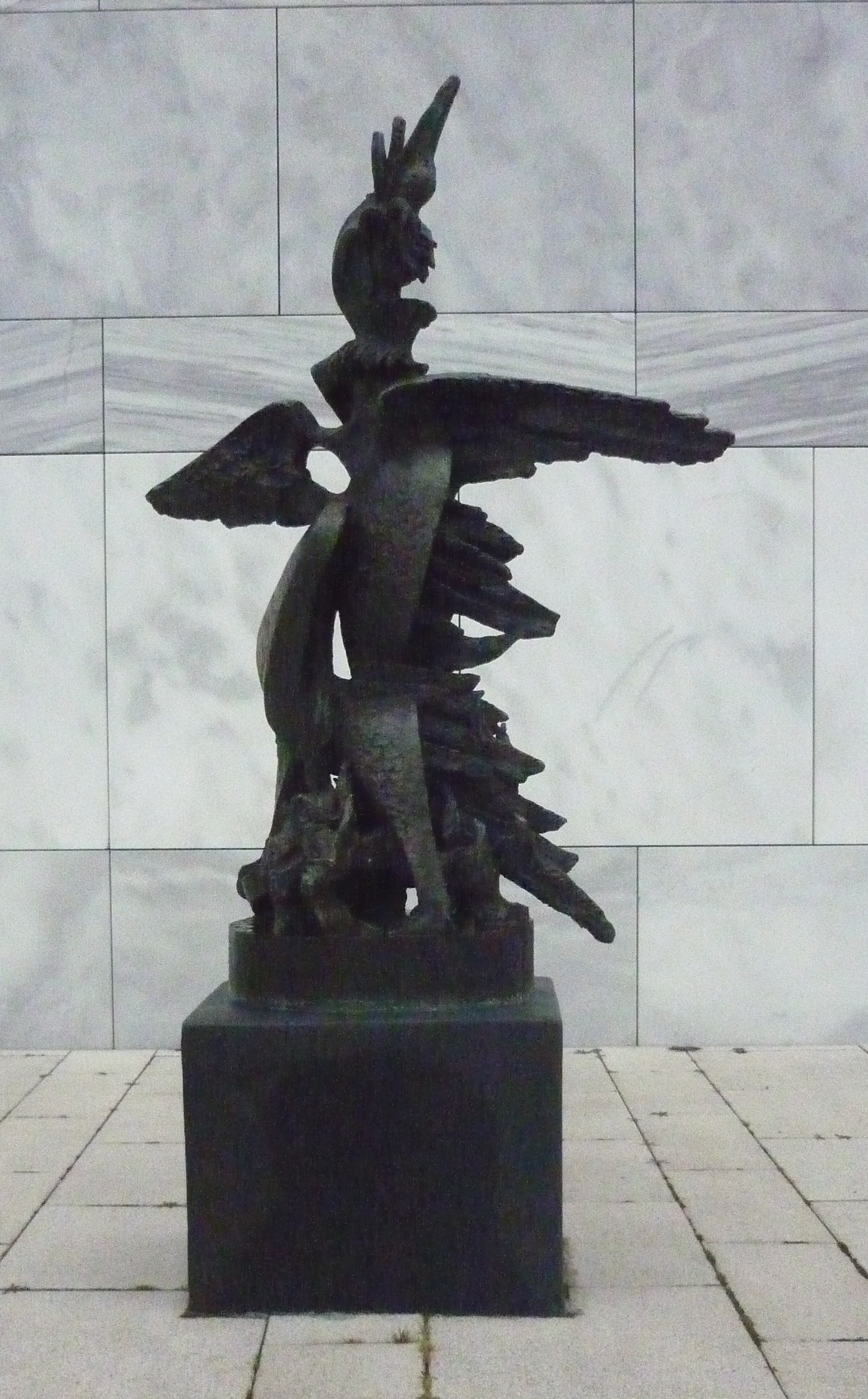
Fénix
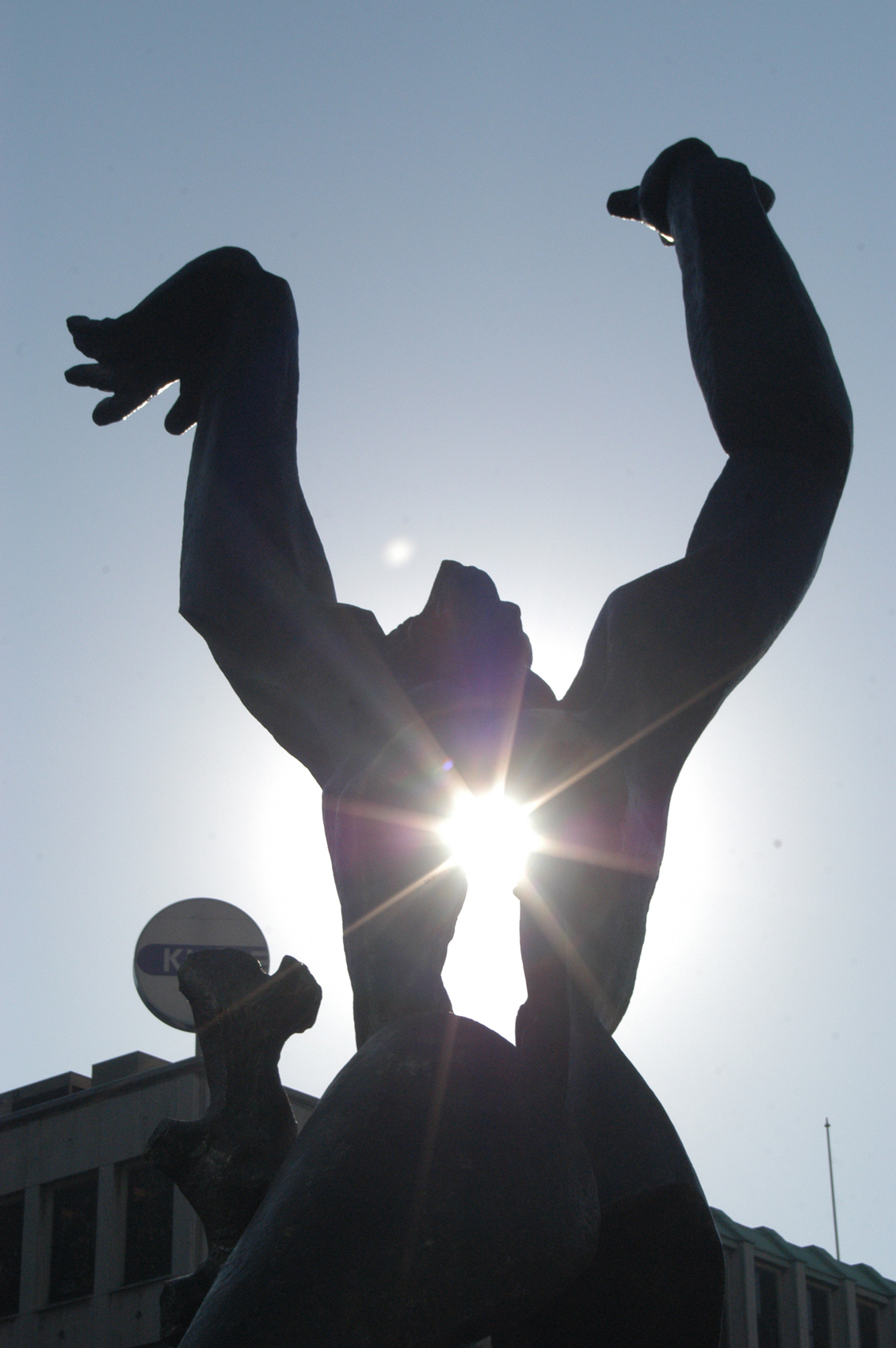
De Verwoeste Stad (1951-1953), en Róterdam.
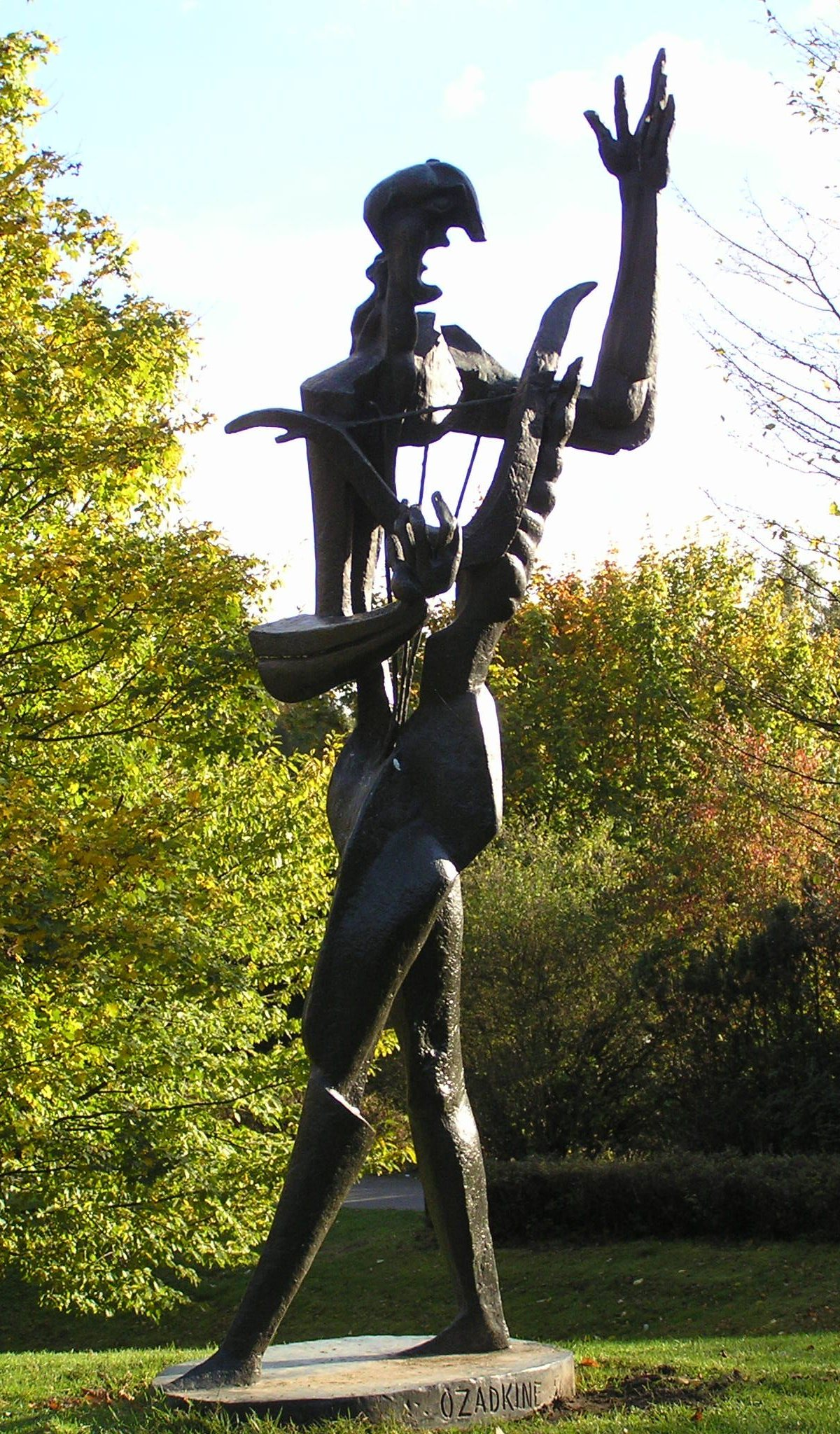
Großer Orpheus (1956).
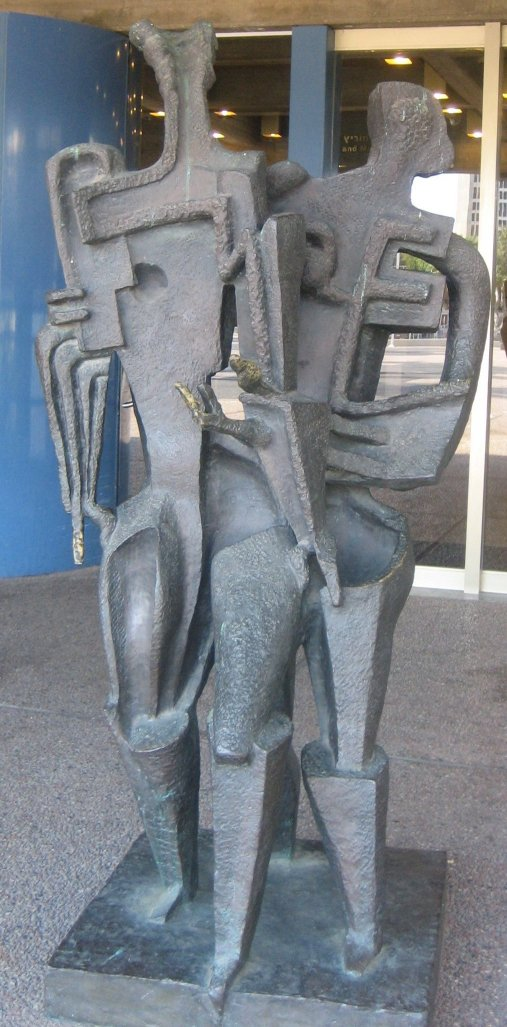
Lotophage (1961-1962), bronce, Museo de Arte de Tel Aviv (Israel)
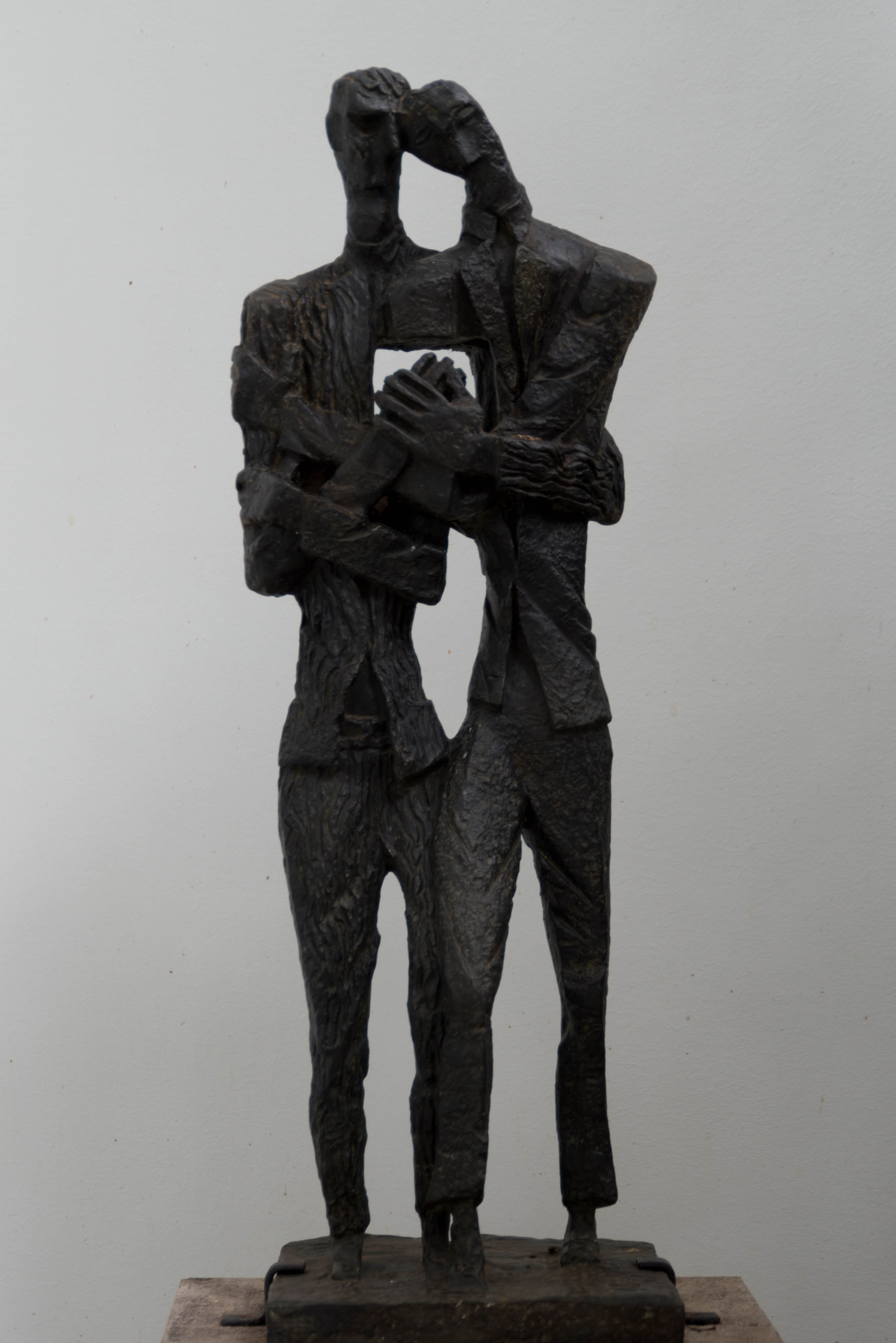
Proyecto del Monumento a los hermanos Van Gogh (1963).